# نيكو أبيغلين
نيكو أبيغلين هو لاعب كرة قدم سويسري في مركز الهجوم، ولد في 16 فبراير 1990 في Thal, St. Gallen ‏ في سويسرا. لعب مع نادي سانت غالن ونادي فادوتس ونادي فولن.

## وصلات خارجية
- نيكو أبيغلين على موقع قاعدة بيانات كرة القدم.إي يو (الإنجليزية)
- نيكو أبيغلين على موقع عالم كرة القدم.نت (الإنجليزية)